# Micròfon
Un micròfon és un transductor que converteix el so en un senyal elèctric. Els micròfons tenen moltes aplicacions com ara el telèfon, el magnetòfon, ajudes per a la sordesa o la retransmissió de televisió i ràdio.
La invenció d'un micròfon va ser crucial per al desenvolupament del telèfon. Emile Berliner va inventar el primer micròfon el 4 de març de 1877, però el primer micròfon amb aplicació pràctica va ser ideat per Alexander Graham Bell. Moltes de les primeres millores en el disseny de micròfons van tenir lloc als Laboratoris Bell.

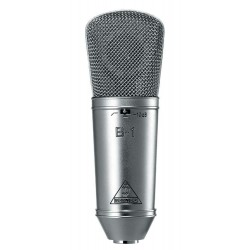
Micròfon de condensador d'estudi

En els micròfons, les ones sonores es transformen en una vibració mecànica sobre un diafragma flexible molt prim. Aquestes vibracions es converteixen en senyal elèctric de diferents maneres.
En l'àmbit de la comunicació audiovisual s'anomena carxofa per la seva similitud física amb una carxofa (planta). Està fabricat amb gomaespuma. Acostuma a portar el logotip de la cadena de televisió, ràdio, etc. que estigui utilitzant-la

## Components i estructura

### Diafragma
És la part més delicada d'un micròfon. En alguns llocs també rep el nom de pastilla, encara que generalment aquest terme es refereix al dispositiu que capta les vibracions en els instruments, com per exemple, en una guitarra elèctrica. El diafragma és una membrana que rep les vibracions sonores i està unit al sistema que transforma aquestes ones en electricitat.

### Dispositiu transductor (element o càpsula)
El dispositiu transductor sensible d'un micròfon s'anomena "element" o "càpsula". Aquesta càpsula microfònica pot estar construïda de diferents maneres i, segons el model de transductor, es poden classificar els micròfons en dinàmics, de condensador, de carbó o piezoelèctrics.

### Reixeta
La reixeta protegeix el diafragma. Evita tant els cops de so, produïts per la pronunciació de les lletres "p" i "b", així com els danys físics que pateixi el micròfon per alguna caiguda.

### Carcassa
És el recipient on es col·loquen els components del micròfon. En els de mà, que són els més comuns, aquesta carcassa es fabrica amb metalls poc pesats, lleugers de portar però alhora resistents per protegir el dispositiu transductor.

## Tipus de micròfons
Segons el transductor i preamplificador emprats podem classificar els micròfons de la següent manera:
En el micròfon dinàmic una petita bobina mòbil, posicionada dins del camp magnètic d'un imant, està unida al diafragma. Quan el diafragma vibra, la bobina es mou en el camp magnètic, produint un corrent elèctric variable (vegeu inducció electromagnètica). Els micròfons dinàmics són robusts i relativament barats, i s'empren en una àmplia varietat d'aplicacions.
En el micròfon de cinta una cinta metàl·lica molt prima està suspesa dins d'un camp magnètic: la vibració d'aquesta cinta genera canvis en el voltatge. Els micròfons de cinta reprodueixen el so amb més precisió que els de bobina mòbil, però són molt més fràgils.
En un micròfon electroestàtic (també anomenat micròfon de condensador), el diafragma actua com una de les plaques d'un condensador, de manera que la vibració produeix diferències en el voltatge mantingut entre les plaques del condensador. Els micròfons electroestàtics són cars i necessiten alimentació elèctrica externa, però obtenen una resposta de molt bona qualitat i s'empren en estudis d'enregistrament i en laboratoris.
El micròfon de carbó, inicialment emprat en el telèfon, és una càpsula que conté granuls de carbó comprimits entre dues plaques metàl·liques. S'aplica un voltatge entre les dues plaques, provocant un corrent elèctric a través del carbó. Una de les plaques, el diafragma, vibra a conseqüència de la incidència d'ones sonores, aplicant una pressió variable sobre el carbó. Aquests canvis de pressió deformen els granuls, provocant diferències en la superfície en contacte entre cada parell de granuls i, per tant, canvis en la seva resistència elèctrica. Com que el voltatge a través d'un conductor és proporcional a la resistència, el voltatge a través de la càpsula varia en funció de la pressió sonora.
El micròfon piezoelèctric empra el fenomen de la piezoelectricitat -la tendència d'alguns materials a produir un voltatge quan són subjectes a pressió- per a convertir vibracions en senyal elèctric.
El micròfon de canya s'empra en la producció audiovisual per enregistrar el so en directe.
El micròfon digital, introduït per la marca Neumann l'any 2001, incorpora un convertidor analògic-digital i sistema de transmissió de dades digitals.

## Direccionalitat
Segons la construcció, un micròfon pot presentar una sensitivitat gairebé igual als sons que li arriben en qualsevol direcció (un micròfon omnidireccional), o bé pot ser més sensible al so provinent d'una direcció concreta (micròfon unidireccional). El disseny més usual de micròfon unidireccional és l'anomenat cardioide, ja que el seu patró de sensibilitat recorda la forma d'un cor. Els micròfons hiper-cardioides presenten un angle de directivitat encara menor.
Alguns micròfons presenten patrons de sensitivitat més complexos. La majoria de micròfons de cinta són bidireccionals, rebent d'igual manera el so provinent del front com el del darrere. Aquest tipus de resposta també s'anomena patró de figura de 8, per la seva forma. Els micròfons de canó, els més direccionals de tots els que s'empren en estudi, només responen als sons provinents directament del seu davant o, en menor mesura, del seu darrere. Els micròfons de canó també tenen unes petites zones de sensibilitat a esquerra i dreta, com a resultat del seu disseny, que generalment consisteix a col·locar l'element dins d'un tub amb ranures que provoquen la cancel·lació de les ones provinents de fora del seu eix.
El micròfon parabòlic empra un reflector parabòlic per a recollir i concentrar les ones sonores sobre el receptor del micròfon, de manera similar a com funciona una antena parabòlica. Aquest tipus de micròfon s'empra en gravacions de camp, ja que pot estar molt allunyat de la font sonora, però no s'empren en altres aplicacions perquè la resposta en greus és molt pobra.

## Resposta en freqüència
La resposta en freqüència és el paràmetre que ens permet saber quines freqüències audibles (20 Hz- 20 kHz) reprodueix elèctricament un transductor i de quina manera. Aquest paràmetre serveix tant per la captació del so mitjançant micròfons com per la reproducció amb altaveus.
Per saber quin tipus de resposta té un transductor s'ha de fer la diferencia entre les diferents freqüències captades i el voltatge de sortida del micròfon.
Bàsicament existeixen dos tipus de respostes:
- Resposta de freqüència plana: se'n diu d'aquell aparell amb absència de resposta en freqüència. En la realitat és impossible, ja que tots els dispositius d'àudio canvien mínimament la resposta en freqüència. La qüestió és l'extensió de canvis detectables dintre del rang dinàmic i el nostre sistema auditiu. una resposta útil per a situació on ens interessa mantenir el timbre original d'àudio.[6]
- Resposta de freqüència ajustada: aquest tipus de resposta ajusta el nivell de sortida en determinades freqüències, variant el timbre del senyal original. Per exemple si volem emfatitzar la veu d'un cantant en anirà be un micròfon que tingui un pic entre 2 kHz i 8 kHz, rang de freqüències on se situa el timbre de la veu humana.

## Història del micròfon

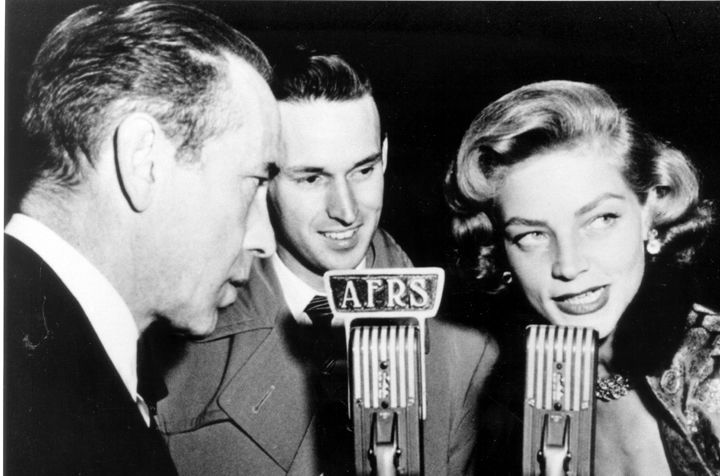
Jack Brown entrevista Humphrey Bogart i Lauren Bacall en una emissió per a les tropes americanes a l'estranger durant la Segona Guerra Mundial.

Des dels inicis dels temps s'han investigat mètodes i invents per tal de facilitar la comunicació entre persones. El telèfon va ser un gran avanç en aquest camp, ja que permetia la comunicació entre les persones a pesar dels molts kilòmetres de distància que els separessin, i amb ell va néixer el micròfon. Aquest dispositiu, que originalment consistia en dues fines varetes que transmetien vibracions mecàniques a les dues oïdes, permetia captar un senyal sonor i transmetre-la d'un lloc a l'altre a la vegada que l'amplificava.
No hi ha una sola persona a qui atribuir l'invent i el seu desenvolupament, ja que moltes persones van coincidir amb la idea, tot i que la patent del telèfon i el micròfon líquid pertany a Graham Bell l'any 1876. Tot i això un gran nombre de persones van contribuir en el seu desenvolupament i en intentar millorar-ne la qualitat i el senyal.
Un cop que se'n va descobrir la gran utilitat, el micròfon va adquirir una gran importància fins al punt que no només s'aplicava a la telefonia, sinó que es va estendre altres camps audiovisuals com la radiofonia, la televisió, el cinema i fins i tot l'espionatge.
Actualment, diverses companyies en produeixen en una gran varietat segons la finalitat per la qual es volen utilitzar: gravacions, espectacles, instruments… Elements indispensables en gravacions i esdeveniments de petit i gran magnitud.

## Alimentació elèctrica
Els micròfons que contenen circuits actius, com ara la majoria dels micròfons de condensador, requereixen energia per operar els components actius. El primer d‟aquests micròfons utilitzava circuits de tub de buit amb una unitat de font d‟alimentació separada, emprant un cable i un connector multipol. Amb l'adveniment de l'amplificació d'estat sòlid, els requisits de potència es van reduir en gran manera i es va fer pràctic fer servir els mateixos conductors de cable i connector per a àudio i potència. Durant la dècada de 1960 es van desenvolupar diversos mètodes d'alimentació, principalment a Europa. Els dos mètodes dominants es van definir inicialment en alemany segons els estàndards DIN 45595 com Tonaderspeisung o T-potència i DIN 45596 per a l'alimentació fantasma. Des de la dècada de 1980, l'alimentació fantasma s'ha tornat molt més comú, perquè la mateixa entrada es pot utilitzar per a micròfons amb alimentació i sense. En els productes electrònics de consum com ara càmeres rèflex digitals i càmeres de vídeo, la «connexió amb potència elèctrica» és més comú, per a micròfons que usen un connector d'endoll de telèfon de 3.5 mm. Les fonts Fantasma (Phanton), T-power i plug-in power es descriuen a la norma internacional IEC 61938.

## Protecció antivent i antiesclat acústic

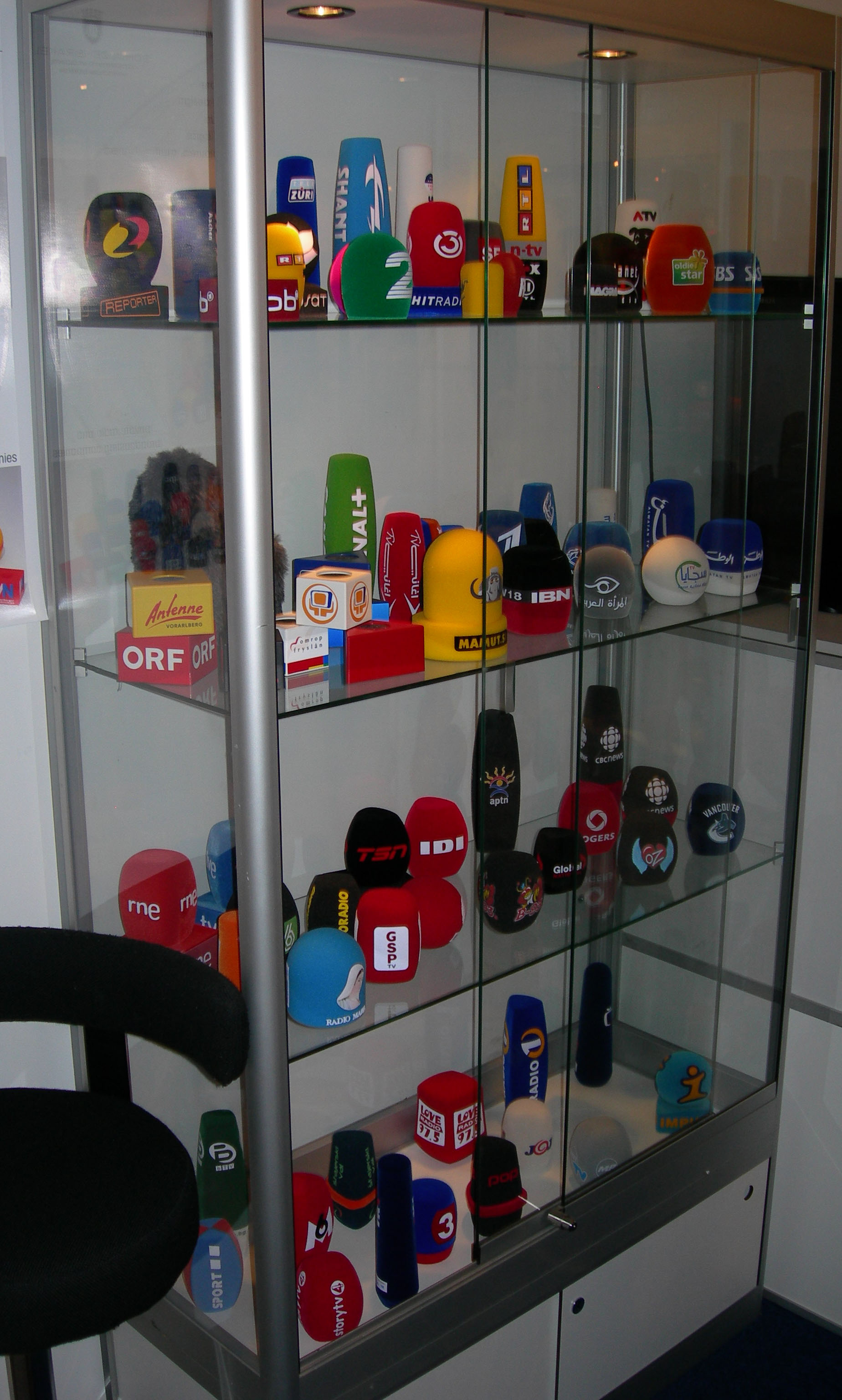
Diferents tipus de paravents

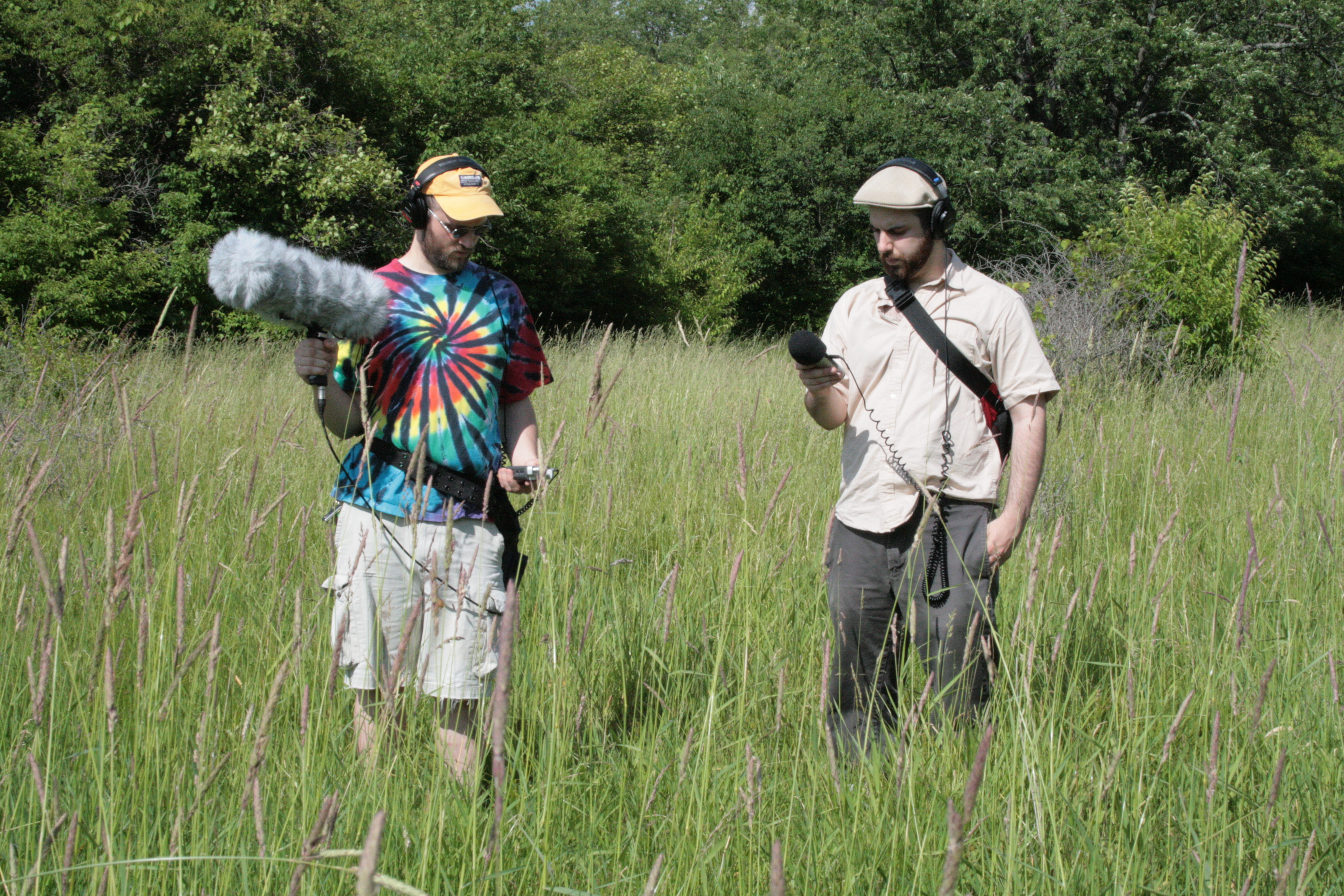
S'estan fent dos enregistraments: un amb un micròfon "direccional" a l'esquerra, i un altre amb un paravent d'escuma de cèl·lula oberta a la dreta

Els protectors antivent o antiesclat acústic proporcionen un mètode per reduir l'efecte del vent als micròfons. Mentre que les pantalles deflectores brinden protecció contra microexplosions sonores unidireccionals, els antivent de gomaescuma protegeixen del vent la reixeta des de totes les direccions. Altres sistemes envolten completament el micròfon i protegeixen també el seu cos. Això últim és important perquè, atès el contingut de baixa freqüència extrema del soroll del vent, la vibració induïda a la carcassa del micròfon pot contribuir substancialment a la formació de soroll.
El material de protecció utilitzat —tela metàl·lica, tela o escuma— està dissenyat per tenir una impedància acústica significativa. Les variacions relativament baixes de pressió de l'aire de partícules de baixa velocitat que constitueixen les ones de so poden travessar la pantalla amb un mínim amortiment, però l'aire de partícules d'alta velocitat és impedit en major mesura. Augmentar el gruix del material millora l'amortiment del vent, però també comença a comprometre el so d'alta freqüència. Això limita la mida pràctica de pantalles de gomaescuma simples. Mentre que les escumes i les malles de filferro poden ser parcialment o totalment autoportants, les teles suaus i les malles de teixit requereixen romandre tensades sobre un bastidor o ser subjectades amb elements estructurals més gruixuts.
Atès que tot el soroll per vent es genera a la primera superfície en què copeja l'aire, com més gran sigui l'espai entre la perifèria de l'antivent o pantalla i la càpsula del micròfon, més gran serà l'atenuació del soroll. Per a un antivent aproximadament esfèric, l'amortiment augmenta aproximadament el cub d'aquesta distància. Per tant, els antivents més grans són sempre molt més eficients que els més petits. Amb els protectors antivent de canastreta completa hi ha un efecte de càmera de pressió addicional, explicat per primera vegada per Joerg Wuttke, que, per a micròfons de dos ports (gradient de pressió), permet que la combinació antivent/micròfon actuï com un filtre acústic de pas alt.

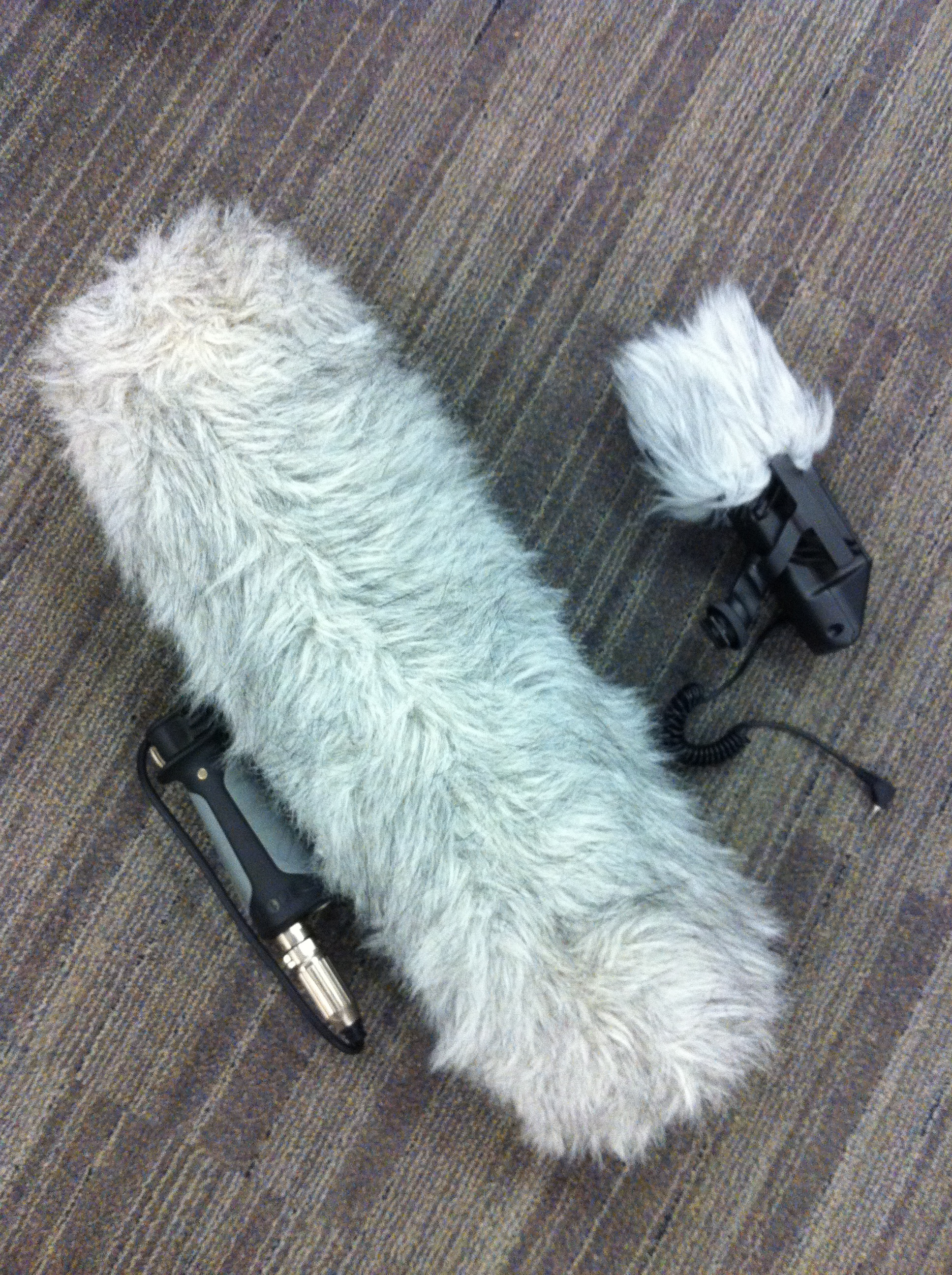
En cinema, TV i ràdio s'usa sovint en enregistraments especials una protecció antivent especial de pèl que es coneix en argot també com “Windjammer” o “gat mort”. Una protecció antivent d'aquest tipus és més efectiva que una de gomespuma. El vent queda atrapat als fins pèls i és frenat abans que pugui arribar a la membrana del micròfon.

Com que la turbulència sobre una superfície és la font del soroll del vent, reduir la turbulència bruta pot augmentar la reducció del soroll. Les superfícies llises aerodinàmicament, i les que eviten que es generin poderosos vòrtexs, ambdues solen usar-se amb èxit. Històricament, el pelatge o cabells artificials ha demostrat ser molt útil per a aquest fi, ja que les seves fibres produeixen microturbulències i absorbeixen energia en silenci. Si no estan protegits per resistir el vent i la pluja, les fibres de pelatge o pèl són molt transparents acústicament, però el suport d'un teixit pot proporcionar un amortiment significatiu. Com a material, és difícil de fabricar amb consistència i de mantenir en perfectes condicions. És per això que tendeix a evitar-se'n l'ús (DPA 5100, Rycote Cyclone).
A l'estudi i al plató, les pantalles deflectores i els protectors antivent d'escuma poden ser útils per raons d'higiene i per protegir els micròfons de la saliva i la suor. També, amb els seus colors i personalització poden ser útils com a identificadors. En el seu lloc, el protector de canastre pot contenir un sistema de suspensió per aïllar el micròfon del soroll produït pels cops rebuts durant el seu maneig.
Establir l'eficiència de la reducció del soroll generat pel vent és una ciència inexacta, ja que l'efecte varia enormement amb la freqüència i, per tant, amb l'amplada de banda del micròfon i el canal d'àudio. A freqüències molt baixes (10-100 Hz), on hi ha una energia per vent massiva, les reduccions són importants per evitar la sobrecàrrega de la cadena d'àudio, particularment a les primeres fases. Això pot produir el típic so “wump” associat amb el vent, que sovint és silenciat a causa de la limitació del bec de baixa freqüència. A freqüències més altes - 200 Hz a ~ 3 kHz - la corba de sensibilitat auditiva permet escoltar l'efecte del vent com una addició al so ambient, tot i que té un contingut d'energia molt més baix. Els antivents simples poden permetre que el soroll produït pel vent es redueixi en 10 dB; els millors poden assolir una atenuació de més de 50 dB. Tanmateix, també caldria indicar la transparència acústica, particularment a alta freqüència, ja que un nivell molt alt d'atenuació del vent podria associar-se amb un so ensordit o feble.